# Natchez-stammen
Natchez-stammen var en stamme af oprindelige amerikanere, som eksisterede i den første periode af den europæiske kolonisation. Stammen eksisterer ikke som selvstændig stamme i dag, men der lever efterkommere af Natchez indianerne i Creek og Cherokee stammerne i Oklahoma. Begrebet Natchez Nation eksisterer stadig, og selv om efterkommerne af stammen lever spredt i andre stammer, har de stadig en ledelse bestående af en fredshøvding, en krigshøvding og fire "klanmødre".

## Historie
Oprindeligt boede natchez folket i ni byer øst og syd for byen Natchez i Mississippi. Den mandlige leder af stammen blev kald "Den store Sol" (The Great Sun). Høvdingeværdiggheden nedarvedes gennem moderen, således at en høvding ikke gav titlen videre til sin søn, men til sin nevø (en søn af høvdingens søster).
Disse "sole" blev æret så meget i stammen, at det var almindeligt at hans nærmeste begik selvmord når en "sol" døde. Da Den store Sol, "Tatoverede slange", døde i 1725, begik to af hans hustruer, en af hans søstre, hans vigtigste kriger, hans medicinmand, hans "tjener" og dennes hustru, den kvinde der havde plejet ham på dødslejet, og en håndværker, der lavede hans stridskøller, alle selvmord. Han bror, der var regerende "sol", ville også begå selvmord, men blev overtalt af stammens franske allierede til at lade være.
Natchez folket var en væsentlig magt, da de først mødte spaniere og senere franskmænd. De havde tætte diplomatiske forbindelser til franskmændene og var direkte allierede med dem i kortere perioder. Efterhånden blev forholdet dårligere, og sygdomme og krig begyndte at tynde ud i natchez folket. I 1716, 1722 og 1729 førte stammen krig mod de franske kolonister, og efter krige mod choctaw stammen, der boede nord for natchez'ernes område, gik stammen helt i opløsning og de overlevende medlemmer flygtede og tog ophold blandt creek- og chickasaw stammerne. Efter konflikter mellem disse stammer og cherokeserne, endte det med, at de fleste overlevende natchez indianere blev optaget i cherokeserstammen. En lille gruppe findes i dag blandt Avoyel indianerne i Louisiana.

## Sprog
Stammen kaldte sig selv w-nahk'che. Sproget, de talte, er tilsyneladende ikke i familie med andre oprindelige amerikaneres sprog. Enkelte forskere har foreslået at sproget var en variant af muscogee sprogfamilien, men der er ikke ført bevis for dette. I 1930'erne var der stadig to personer, der talte sproget flydende, men i dag eksisterer det kun som ceremonielt sprog.